# أندريس سانتوس
أندريس سانتوس (بالإسبانية: Andrés del Campo Santos)‏ هو لاعب كرة قدم إسباني في مركز الوسط، ولد في 19 يناير 1980 في مدريد في إسبانيا. لعب مع ريال مدريد ج وريال مدريد كاستيا ونادي أونتينيينت ونادي إلتشي ونادي إيركوليس ونادي تينيريفي ونادي لاردة.

## وصلات خارجية
- أندريس سانتوس على موقع قاعدة بيانات كرة القدم.إي يو (الإنجليزية)
- أندريس سانتوس على موقع Soccerway.com (الإنجليزية)